# Jericho Shinde
Jericho Shinde (Kitwe, Rodesia del Norte, 20 de diciembre de 1959) es un exfutbolista y entrenador de fútbol de Zambia que jugaba en la posición de centrocampista.

## Carrera

### Club
| Periodo   | Club             |
| --------- | ---------------- |
| 1977-1980 | Rhokana United   |
| 1981-1988 | Nkana Red Devils |

### Selección nacional
Jugó para Zambia en nueve ocasiones de 1981 a 1987 y participó en la Copa CECAFA 1984 y en dos ediciones de la Copa Africana de Naciones.

### Entrenador
| Periodo   | Club                   |
| --------- | ---------------------- |
| 1993–1995 | Kalulushi Modern Stars |
| 1996–1997 | BDF XI                 |
| 1997–1998 | Kabwe Warriors         |
| 1999–2001 | Kalulushi Modern Stars |
| 2002      | Nkana FC               |
| 2003–2005 | Afrisport FC           |
| 2005      | Nkana FC               |
| 2007–2008 | FC Zanama              |
| 2009      | TAFIC                  |
| 2011–2012 | Chamboli Academy FC    |
| 2014      | Chimwemwe Chiefs       |

## Logros
- Primera División de Zambia (5): 1982, 1983, 1985, 1986, 1988
- Copa de Zambia (1): 1986
- Zambian Charity Shield (5): 1982, 1983, 1984, 1985, 1987